# Sagaland
Sagaland ist ein Brettspiel aus dem Spieleverlag Ravensburger für 2 bis 6 Spieler ab 6 Jahren. Es stammt von den Autoren Michel Matschoss und Alex Randolph. 1982 erhielt es den Preis für das Spiel des Jahres und wurde seitdem über 3 Millionen Mal verkauft. 2011 erschien eine Neuauflage bei Ravensburger mit der neuen Spielvariante „Gute Fee“.

## Material
Das inzwischen in leicht veränderten Designvarianten erschienene Spiel enthält neben dem Spielplan noch: 
- 13 Bäume (plus 13 Scheiben)
- 13 Fragekarten
- 6 Spielfiguren  und
- 2 Würfel
- 1 Spielfigur „Gute Fee“ (in der 2011er Auflage)

## Regeln
Sagaland ist eine Mischung aus Memory und Mensch ärgere Dich nicht. Auf dem Spielplan sind ein Dorf (Start), ein Schloss (Ziel) sowie ein Märchenwald abgebildet. In diesem befinden sich die Tannenbäume, auf deren Unterseite jeweils ein Märchensymbol abgebildet ist, z. B. Aschenputtels Schuhe oder die Kugel aus dem Froschkönig. Die Mitspieler versuchen den Tannenbaum mit dem Märchen aufzuspüren, das gerade auf dem Kartenstoß im Schloss aufgedeckt liegt. 
Dazu würfeln die Spieler reihum mit zwei Würfeln und ziehen durch den Märchenwald oder zum Schloss. Dabei können die Spieler die Spielfiguren anderer Spieler hinauswerfen. Erreicht ein Spieler einen Baum, betrachtet er alleine die Unterseite. Handelt es sich um das gesuchte Märchen, zieht der Spieler zum Schloss und versucht, dort das Schlüsselfeld zu erreichen. Gelingt ihm dies, muss er den richtigen Baum benennen und erhält dann die entsprechende Märchenkarte.  Handelt es sich unter dem Baum um ein anderes Märchen, versucht der Spieler das gesehene Symbol für den weiteren Spielverlauf im Gedächtnis zu behalten und auch diese Märchenkarte zu erobern, sobald sie aufgedeckt wird. 
Falls der aktive Spieler einen Pasch würfelt, kann er neben seinen normalen Zugmöglichkeiten alternativ auch eine der folgenden Aktionen durchführen:
- Seine Spielfigur auf ein beliebiges Baumfeld ziehen und sich dort den Gegenstand anschauen.
- Seine Spielfigur auf das Feld mit der Schlossbrücke ziehen.
- Alle Fragen des Kartenstapels mischen und zufällig eine neue Karte aufdecken.

Hat ein Spieler drei Märchenkarten erobern können, ist er der Sieger. Ein Spiel dauert etwa 30 bis 45 Minuten.
In der 30-Jahre-Jubiläumsausgabe ist die neue Variation „gute Fee“ zum Grundspiel eingeführt worden. Wer eine 7 würfelt, bekommt die „gute Fee“ und darf noch einen Zug machen. Außerdem beschützt die Fee den Spieler und er darf nicht zurück ins Dorf geschickt werden.

## Einschätzung
Das Spiel ist von Kindern und Erwachsenen gleichermaßen spielbar, da jüngere Mitspieler auf Grund des erwiesenen Vorteils bei Memoryspielen keinerlei Nachteile erfahren müssen. Der Erfolg des Familienspiels zeigt sich nicht zuletzt am mehr als 30-jährigen Vorhandensein des Spieles im Verlagsrepertoire. In englischsprachigen Ländern erschien es 1982 unter dem Namen Enchanted Forest.

## Varianten
Von Ravensburger wurden inzwischen weitere Varianten von Sagaland herausgebracht: Neben den Lizenzprodukten „Disney Rapunzel – Sagaland“ (2010), „Sagaland Filly® Butterfly™“ (2014) und „Wickie Sagaland“ (2016), erschien 2011 zudem im Rahmen der Ravensburger Mitbringspielreihe „Sagaland – Das Mitbringspiel“. Alle Varianten zeichnen sich neben einem veränderten Spieleplan durch einen reduzierten Spielumfang aus:
- 7 Bäume (plus 7 Scheiben)
- 7 Fragekarten
- 4 Spielfiguren  bzw. 5[5] in der „Sagaland Filly® Butterfly™“-Variante und
- 2 Würfel

Durch den reduzierten Spielumfang verringert sich in der Folge auch die angegebene Spielzeit auf 15 bis 30 min.

## Trivia
Die Idee für das Brettspiel Sagaland entstand auf der Burg Sababurg bei Hofgeismar, nördlich von Kassel.